# Jetzt erst recht (Gitte-Hænning-Album)
Jetzt erst recht ist ein deutschsprachiges Konzeptalbum der dänischen Sängerin Gitte Hænning aus dem Jahr 1987 mit Texten von Michael Kunze.

## Hintergrund
Hænning spielte das Album von Mai bis Juli 1987 in den Münchener ARCO-Studios ein. Als inhaltliches Thema wurde der Neuanfang einer jungen Frau nach einer Beziehungskrise gewählt. Dem Album folgte – wie zuletzt nach der LP Berührungen die Berührungen-Tournee 1984 – eine Jetzt erst recht-Konzertreise im Frühjahr 1988. 1989 wurde Hænning erneut mit der Goldenen Stimmgabel als Beste Pop-Solistin ausgezeichnet.

## Titelliste
Alle Lieder wurden von Dario Farina komponiert, alle Texte von Michael Kunze geschrieben. Bei Nr. 14 wirkte Michael Hoffmann an der Komposition mit.
1. Sonne und Mond 4:38
2. Nie bereut 0:20
3. Über die Grenze 3:33
4. Stillbare Sehnsucht 3:47
5. Ich geb’s zu 1:02
6. Oh nein 3:02
7. Ernsthaft 0:34
8. Jetzt erst recht! 3:38
9. Aufwärts 3:06
10. Zuversicht 0:27
11. Du tust mir so gut 3:47
12. Geheilt 0:40
13. Du warst anders als die andern 2:52
14. Ich werde nie mehr tanzen (Shoo-Shoo) 3:31
15. Grade jetzt 0:39
16. Eines Morgens, eines Tages 3:56

## Besetzung
- Gesang: Gitte Hænning
- Idee und Konzeption: Michael Kunze
- Produktion: Peter Kirsten, Mal Luker, Dario Farina
- Executive Producer: Peter Kirsten
- Keyboards, Sequencer, Drum Programming: Laszlo Bencker
- Keyboard Overdubs, Harmonica: Geoff Bastow
- Gitarren: Charly Hornemann
- Saxophon: Frank Loef
- Chor: Edith Prock, Claudia Schwarz, Peter Risavy, Dario Farina
- Arrangements: Laszlo Bencker, Geoff Bastow
- Tonmeister: Mal Luker
- Art Direction, Design: M. Vormstein
- Fotos: Jochen Harder
- Make-up: Anita Barmeyer
- Stylistin: Brigitte Pranner